# Bianca Lancia
Bianca Lancia (Agliano Terme, 1200/1210 körül –  Gioia del Colle, 1233 után) II. Frigyes császár szeretője 1227-től, majd császárné lett a halálos ágyán. II. Frigyes nem sokkal a halála előtt feleségül vette, hogy a törvénytelenként született gyermekeiket később törvényesnek minősíthessék. Néhány szerző azt állította, hogy Bianca volt a császár egyetlen igaz szerelme, de valószínűbb, hogy a romantikusnak tűnő házasság a halálos ágyán a gyerekek legitimálása mellett politikai cél is volt.

## Élete
1200-ban vagy 1210-ben született, Agliano Terme városában, Itália Piemont nevű tartományában, az ottani Lancia család egyik tagjaként. Vezetéknevük a Lancifer szóból ered, mely elnevezést még Bianka nagyapja, I. Manfréd, Busca 2. őrgrófja kapta, I. (Barbarossa) Frigyes német-római császártól. Arról, hogy kik lehettek Bianka szülei, a történészek három teóriát is felállítottak.
1. Bianka I. Manfréd busca-i őrgróf egyik unokája lehetett, tehát Manfréd leánya volt Bianka édesanyja, akit állítólag szintén Biankának hívtak.
2. Bianka I. Manfréd buscai őrgróf egyik unokája volt, tehát Manfréd fia, Bonifacio di Agliano volt Bianka édesapja.
3. Bianka I. Manfréd buscai őrgróf egyik unokája lehetett, tehát Manfréd fia, II. Manfréd volt Bianka édesapja. II. Manfréd feleségül vett egy arisztokrata hölgyet, Biankát, a Maletta családból, s az ő gyermekük lehetett Bianca Lancia.
Ha Bianca valóban II. Manfréd leánya volt, akkor a nyolc testvér közül ő volt az egyik. Biankának négy fivére (a későbbi III. Manfréd, Guglielmo, Galvano és Frigyes) és három lánytestvére (Beatrix, Ágnes és végül Izabella) született még. Úgy tűnik, Bianca volt a harmadik gyermek és az első leány a családban, ám ez a feltevés is csupán egy a sok közül.
Élete kezdeti éveit még a Lancia családi ősi rezidenciájában, a Boro-i Kastélyban töltötte. Megismerkedett II. (Hohenstaufen) Frigyes német-római császárral, aki akkor már Brienne Jolanda, más néven II. Izabella jeruzsálem-i királynő férje volt, 1225 óta. (Esküvőjük Asti városához közel lett megtartva, Agliano községben, az északnyugat-itáliai Piemont megyében.) Állítólag első látásra egymásba szerettek, ám a nős férfi nem tehette meg, hogy elhagyja hites feleségét, aki révén ráadásul, mint társuralkodó, ő lehetett Jeruzsálem királya is. Egyes történészek szerint Bianka volt Frigyes életének legnagyobb szerelme, más szakértők szerint viszont ez csupán egy romantikus eltúlzása kettejük intim viszonyának.
Minden bizonnyal hasznos volt a Lancia család számára, hogy Bianka lett Frigyes legújabb kegyencnője. Bianka számos családtagja jutott Itáliában rangos politikai pozíciókhoz a hölgy befolyása révén. Bianka bátyját, III. Manfréd busca-i grófot a német-római császár kinevezte Észak-Itália (Podesta, Milánó és Chieri városok) birodalmi helytartójává. Másik bátyja, Galvano lett Toszkána és Padova birodalmi helytartója, Salerno hercege, Fondi grófja és Szicília katonai marsall-ja is. Bianka harmadik fivére, Frigyes lett Squillace grófja és Apulia alkirálya. A források szerint Bianka volt II. Frigyes leghosszabb ideig tartó szerelmi kapcsolata, már ami a császár ágyasait illeti. Kapcsolatuk körülbelül 20 évig tartott, Bianka haláláig.
Angliai Izabella, Frigyes harmadik neje 1241-ben elhunyt, utána pedig a császár Biankának ajándékozta a Monte Sant'Angelo Kastélyt, Vieste és Siponto város közelében. A kastélyt még II. Vilmos szicília-i király építtette, mely a szicília-i királynék hagyományos rezidenciájává vált az évszázadok során.
Bianka három gyermeket szült a császárnak:
- Konstancia (1230-1307 áprilisa), ő a nikaiai császár, Vatatzes János második hitvese lett, gyermekük azonban nem született
- Manfréd (1232-1266. február 26.), aki Frigyes halála után, előbb Szicília kormányzója, majd pedig az ország királya lett, egyesek szerint jogtalanul, s nőül vette előbb Szavoja-i Beatrix özvegy saluzzo-i márkinét, majd pedig Doukaina Heléna Angelina epirus-i arisztokrata hölgyet. Első neje egy leányt szült Manfréd-nak, Konsztancát. Második felesége öt gyermekkel ajándékozta meg őt, Beatrix-szal, Frigyessel, Henrikkel, Enzio-val és végül Flordelis-szal.
- Jolán (1233-1264), aki Sanseverino Richárd casertai gróf neje volt

Bianka a Paternò Kastélyban vagy a Gioia del Colle Kastélyban hunyt el. A Salimbene di Adam és Párizs-i Máté által szerkesztett krónika szerint az asszony halálos ágyánál egy ún. ,,confirmatio matrimonii in articulo mortis", azaz ,,közvetlenül a halál pillanata előtt megkötött házasság" zajlott le, így legalább Bianka már mint Frigyes hites felesége távozhatott az élők sorából. Bianka elsősorban a saját lelki üdve és gyermekei jövője biztosítása érdekében ragaszkodott a megkésett esküvői szertartáshoz. Frigyük törvényessége azonban erősen megkérdőjelezhető az egyház szemében, ugyanis közös gyermekeik sajnos még házasságon kívül születtek.
Halála pontos időpontja sajnos nem ismert, ám az évszámra vonatkozóan számos feltevés született azóta a történészek részéről. A Medland-féle Adatbázis 1233-at vagy 1234-et ad meg Bianka halálának évszámaként, ám ez a forrás sajnos nem igazán tekinthető hitelesnek. Ez a feltételezés különböző, korabeli dokumentumok sorai alapján született. Alapja az a valószínűsíthető tény volt, miszerint Bianka az utolsó gyermeke születése után nem sokkal halt meg, csupán röviddel azelőtt, hogy Frigyes ismét megnősült volna. Egyes elméletek szerint Bianka és Frigyes fia, Manfréd körülbelül 12 éves lehetett, mikor anyja meghalt, tehát, ha a gyermek elvileg 1232-ben született, akkor 1244-ben volt 12 esztendős, azaz ezt az évszámot tekinthetjük Bianka halálának. Az asszony csak röviddel azelőtt hunyt el, mielőtt idősebbik leánya, Konsztanca hozzáment a nikea-i császárhoz 1244-ben.